# Taddeo Luigi dal Verme

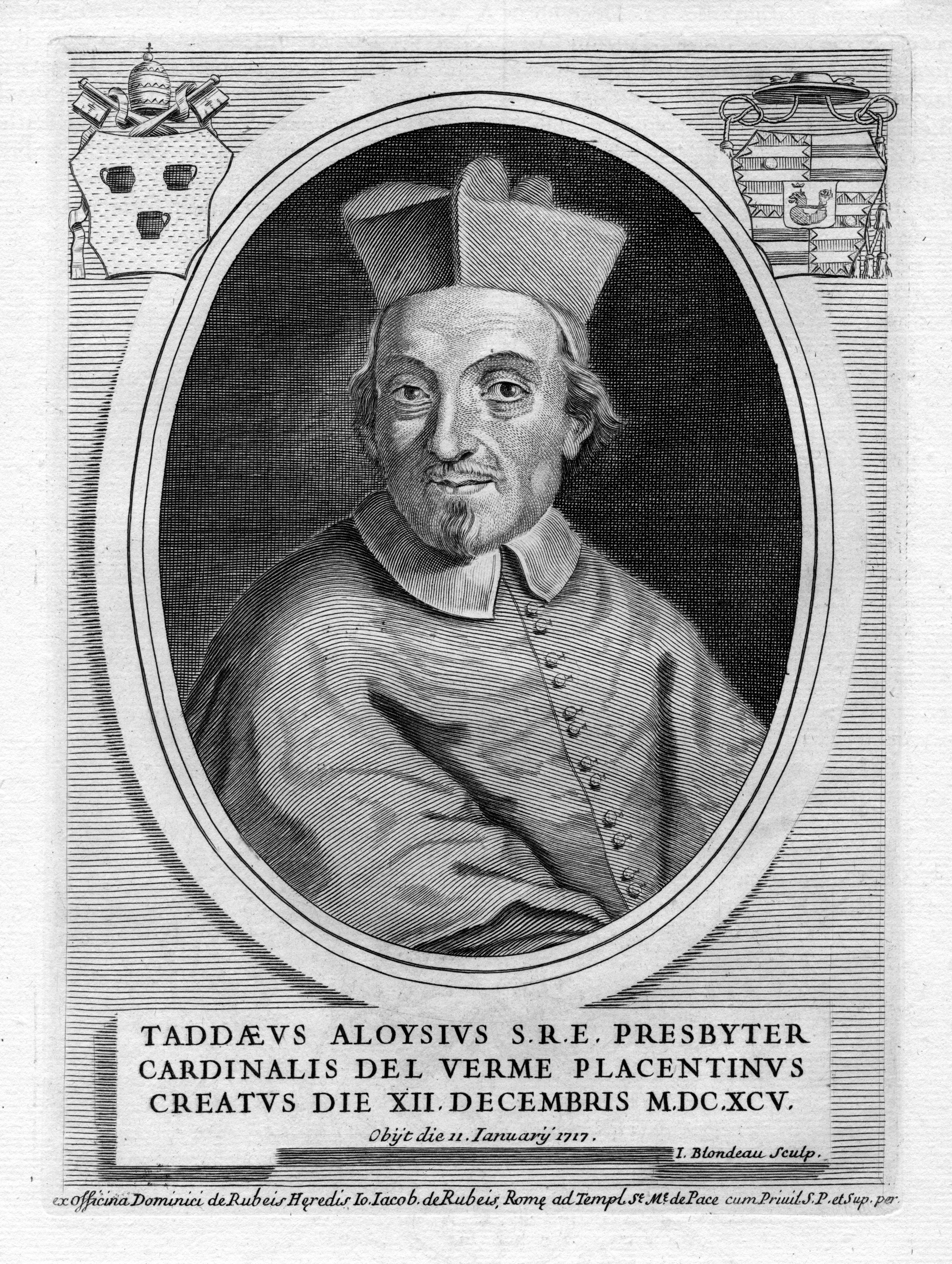
Kardinaal-bisschop dal Verme

Taddeo Luigi dal Verme (Piacenza, 16 februari 1641 – Ferrara, 12 januari 1717) was een Italiaans bisschop en kardinaal.

## Levensloop
Verme was een zoon van Giovanni Maria del Verme, graaf van Sanguineto en van Ottavia Meli-Lupi di Soragna, van het huis der markiezen van Soragna. Aan de leeftijd van 9 jaar werd hij geestelijke en kreeg hij de eerste van de lagere wijdingen in de Roomse Kerk (1650). Hij studeerde in Rome vanaf 1664. Aan de universiteit La Sapienza behaalde hij het doctoraat in de beide rechten, utroque iure, zowel canoniek recht als burgerlijk recht (1688). Tijdens zijn juridische studies ging hij al in dienst bij kardinalen van de Curie.
De hertog van Parma bood hem meerdere malen de bisschopszetel van Parma aan doch Verme weigerde steeds. Paus Innocentius XI verplichtte Verme om de bisschopszetel van Fano te aanvaarden. Hij was bisschop van Fano van 1688 tot 1696. In 1696 werd hij kardinaal-nepoot; zijn oom was kardinaal Savo Millini, zijn mentor in het College van kardinalen. De titelkerk in Rome van Verme was de Santi Bonifacio e Alessio (1696-1717).
Vervolgens was hij bisschop van Imola (1696-1702) en bisschop van Ferrara (1702-1717).
- Bibliothèque nationale de France: cb12520805n (data)
- Gemeinsame Normdatei: 103234783X
- International Standard Name Identifier: 0000 0000 6134 0085
- Library of Congress Control Number: n2020070345
- Nationale Bibliotheek van Tsjechië: xx0142944
- Istituto Centrale per il Catalogo Unico: LO1V268595
- Virtual International Authority File: 76424365
- WorldCat: E39PBJh8HKjhfyM7YwDtWqJVYP